# Vila Františka Langera
Vila Františka Langera je rodinná vila v Praze 4-Podolí, která stojí v ulici Nad cementárnou. Od 21. června 2002 je chráněna jako nemovitá kulturní památka České republiky spolu se zahradou a dobovým bazénem.

## Historie
Funkcionalistickou vilu postavenou v letech 1929–1930 pro spisovatele Františka Langera navrhl architekt Karel Honzík ve spolupráci se zahradním architektem Otokarem Fierlingerem.

## Popis
Třípatrová stavba na nepravidelném půdorysu má ustupující třetí patro, plochou střechou a střešní terasu s pergolou. Na západní straně domu je částečně zasklená veranda, ze které je přístup do rozsáhlé zahrady na svažitém terénu. Lodžie v prvním patře nad verandou přechází na jižní průčelí. Hladká, světlá fasáda vily je na severní a jižní straně prolamována pásovými okny. Východní fasáda je nečleněná, západní je členěna jednodílnými okny a vystupující verandou.
Přízemí obsahuje obývací pokoj s jídelnou a kuchyní, patro kajutové ložnice s terasami.